# Nele Snoeck
Nele Snoeck (1973) is een Belgisch actrice. Voor haar studies trok ze naar Los Angeles in de Verenigde Staten, waar ze gastrollen speelde in de series Friends en Ally McBeal. Van 2005 tot 2009 was ze te zien in de Vlaamse soap Familie op VTM.
Snoeck heeft twee kinderen.

## Televisie
- Familie - Suzy Mariën (2005-2009)
- Spoed - Marleen Van Langenhove (2000), Elke Elpers (2001)
- De Makelaar
- Ally McBeal
- Friends